# Џозеф Рајт (веслач)
Торонто
Џозеф Рајт (енгл. Joseph Wright; Виланова, Онтарио, 14. јануар 1864 — Торонто, 28. октобар 1950) је бивши канадски веслач, учесник Летњих олимпијских игара 1904. у Сент Луису и 1908. у Лондону.
Био је члан веслачког клуба Аргонаут из Торонта.
На играма 1904. Рајт је учествовао само у такмичењима осмераца. Његова екипа је на стази дугој 1,5 миљу (2.414 м) заузела друго место, заоставши за 3 дужине чамца иза победника осмерца из САД.
Четири године касније био је члан канадског осмерца, који је освојио бронзану медаљу. На играма учествује и 1912. у Стокхолму, као тренер канадског осмерца.
Године 1928. изабран је у градско веће Торонта где је остао три мандата.
Његов син Џозеф Рајт млађи , којег је тренирао, освојио је сребрну медаљу у дубл скулу на Олимпијским играма 1928.